# Мануил Хрисолор
Мануи́л Хрисоло́р (греч. Μανουήλ Χρυσολώρας; ок. 1355, Константинополь (ныне — Стамбул) — 15 апреля 1415) — учёный византийский грек, первым познакомил Западную Европу с греческой литературой.

## Биография
Родился в Константинополе около половины XIV века. Слава Хрисолора как ритора и философа привлекала в Византию учеников из Италии, где в то время с особенной силой пробудился интерес к гуманистическим знаниям. Около 1393 Хрисолор был отправлен Мануилом II на Запад просить о помощи против турок. Во Флоренции ему устроили триумфальную встречу. Благодаря стараниям Салютати он получил приглашение занять профессорскую кафедру во Флорентийском университете, с обязательством учить греческому языку всех желающих. Из его учеников многие были видными деятелями раннего гуманизма. 
В 1400 Хрисолор покинул Флоренцию и переехал в Милан, куда его звал прибывший на Запад Мануил Палеолог. До 1402 Хрисолор преподавал в Павийском университете, продолжая играть роль доверенного царя Мануила и собирая деньги на войну с турками. 
Вернувшись в Константинополь, он ещё несколько раз посещал Италию в качестве императорского посла, а в 1408 окончательно покинул свою родину и вскоре поступил на службу в папскую курию. В 1413 он вел с императором Сигизмундом переговоры о месте будущего собора. В Констанце он служил переводчиком при греческом посольстве; он скончался по пути в Констанц в 1415 году.

## Заслуги
Судя по восторженным отзывам учеников, Хрисолор был глубоким знатоком и превосходным учителем греческой литературы и философии. Среди греков, знакомивших Запад с древней эллинской литературой, Хрисолору принадлежит одно из виднейших мест. Основная его заслуга — заслуга педагога, к которому стекались толпы слушателей и которых он заражал своей увлеченностью языком и литературой Древней Греции. Гуарино, учившийся у него ещё в Константинополе и боготворивший своего наставника, сравнивает его с солнцем, озарившим погруженную в глубокий мрак Италию. Среди его учеников были Леонардо Бруни, Палла Строцци, Гуарино и Франческо Филельфо. После смерти своего учителя Гуарино сказал, что Италия должна была бы поставить ему золотую статую и триумфальные колонны. Ученики написали в память своего учителя несколько сочинений в стихах и прозе, а Гуарино собрал их в один том под названием «Хрисолориана». Однако как ни плодотворна была деятельность Хрисолора в Италии, роль его в истории гуманистического движения сводится к «простой передаче технических сведений» (Корелин).

## Сочинения
Сочинения Хрисолора делятся на богословские, грамматические, переводные и письма. Хрисолор принадлежал к числу немногих византийских греков, защищавших католичество. Накануне падения Византии и в самый разгар стараний об унии полемика с латинством особенно обострилась; как бы в ответ на эти нападки Хрисолор написал сочинение об исхождении Св. Духа от Отца и Сына и перевел на греческий язык католические молитвы. Его «Вопросы по грамматике» (Ερωτήματα γραμματικά) обработал Гуарино. Не владея в совершенстве латинским стилем, Хрисолор перевел Платоново «Государство» дословно.